# Pótxvennitxestvo
El pótxvennitxestvo, rus: почвенничество, AFI [ˈpot͡ɕvʲɪnnʲɪt͡ɕɪstvə], (més o menys "retorn a la terra", de почва, potxva, 'sòl' o 'terra') va ser un moviment literari, polític i cultural rus del segle xix, sorgit en la dècada del 1860. Rebutjava els ideals europeus com a universals i advocava per una defensa de les tradicions russes.En especial, aquesta ideologia marca un rebuig del nihilisme, del liberalisme i del marxisme.
Era considerat de vegades un terme intermedi entre l'eslavofilisme i l'occidentalisme, dues tendències oposades que florien en aquells anys, i d'altres vegades es veia com una variant més d'aquesta «eslavofília». Es van oposar a la influència del materialisme i utilitarisme europeus en la societat russa. Algunes de les figures que han estat adscrites al moviment foren Fiódor Dostoievski, Nikolai Stràkhov i Apol·lon Grigóriev.